# Альтенмаркт-бай-Санкт-Галлен
Альтенмаркт-бай-Санкт-Галлен (нем. Altenmarkt bei Sankt Gallen) — окружной центр в Австрии, в федеральной земле Штирия.
Входит в состав округа Лицен.  Население составляет 901 человек (на 1 января 2007 года). Занимает площадь 43,26 км².

## Политическая ситуация
Бургомистр коммуны — Отто Гаттербауэр (СДПА) по результатам выборов 2005 года.
Совет представителей коммуны (нем. Gemeinderat) состоит из 9 мест.
- СДПА занимает 6 мест.
- АНП занимает 3 места.